# Trygve Johannessen
Trygve Johannessen (Askøy, 11 gennaio 1953) è un allenatore di calcio ed ex calciatore norvegese, di ruolo attaccante.

## Carriera

### Club
Johannessen cominciò la carriera con la maglia del Florvåg. Nel 1974 passò al Viking, con cui vinse quattro campionati. Totalizzò 181 reti in 312 incontri, inclusi i match non ufficiali. Diventò capocannoniere del campionato nel 1977 e nel 1982, rispettivamente con 17 e 11 reti.
Nel 1981 passò al Vidar, contribuendo alla promozione del club nella 2. divisjon. Nel 1983, fu allenatore-giocatore della squadra. Tornò poi per un'altra stagione al Viking. Nel 1983 fece ritorno ancora al Vidar, stavolta restandovi per due stagioni. Giocò poi un campionato nel Brann, per cui siglò 11 marcature.
Terminò la carriera nel Florvåg, per poi diventare allenatore di alcuni club di seconda fascia.

### Nazionale
Johannessen giocò 7 incontri per la Norvegia under 21, con una rete all'attivo. Ne totalizzò poi 5 per la Nazionale maggiore, il primo dei quali il 24 settembre 1975, quando fu titolare nella sconfitta per 4-0 contro l'Unione Sovietica.

## Palmarès

### Club

#### Competizioni nazionali
- Campionato norvegese: 4

Viking: 1974, 1975, 1979, 1982
- Coppa di Norvegia: 1

Viking: 1979